# Hopea depressinerva
Hopea depressinerva là loài thực vật thuộc họ Dầu. Thường thấy nó phân bố tự nhiên ở Malaysia.